# تكون الأوعية العصبي
تكون الأوعية العصبي أو تولد الأوعية العصبي أو تكون الأوعية الدموية الجديدة العصبي (بالإنجليزية: Neuroangiogenesis)‏ هو النمو المتناسق والمتزامن للخلايا العصبية جنباَ إلى جنب مع الأوعية الدموية. حيث يشترك الجهاز العصبي وجهاز الأوعية الدموية في إشارات التوجيه (التي تنظم انقسام الخلايا السلف (الأم) إلى الخلايا الابنة (الخلايا العصبية أو خلايا البطانة الغشائية)) ويشتركان في مستقبلات سطح الخلية لكل منهما مما يسمح بهذا النمو المتزامن. لم يتم استخدام مصطلح «تخليق الأوعية العصبية» إلا في عام 2002 وكانت العملية تُعرف سابقًا باسم الطراز العصبي الوعائي (بالإنجليزية: neurovascular patterning). ويعتبر الجمع بين «تخليق الخلايا العصبية» و«تخليق الأوعية» إلى «تخليق الاوعية العصبية» جزءًا أساسيًا في مرحلة التطور الجنيني ومهماُ في النشأة (السنوات الأولى من العمر) فقط، وأي خلل في تكون الأوعية العصبي في مراحل الحياة الأخرى يُعتقد أن له دوراَ في أمراض مثل: الانتباذ بطاني رحمي، أورام المخ، ومرض الزهايمر.

## علم وظائف الأعضاء

### الطراز العصبي الوعائي
يعرف تطور الأوعية العصبية على أنه التكوين والتشكيل المتوازي للجهاز العصبي والجهاز الوعائي معاً خلال مرحلة التطور الجنيني وبداية الحياة.
يبدو أن التطابق الوعائي العصبي يتحدد بسبب أن نمط «الآلية الجزيئية» يكون مشترك بينهما وتتضمن هذه الآلية توجيه المحاور العصبية في مساراتها الدقيقة لتصل إلى المكان المستهدف من خلال جزيئات توجيه المحور العصبي مثل: سيما 3A (سيمافورين 3A) و (نيوروبيلين).

### الآليات
تقوم اشارت توجيه تخليق الاوعية العصبية وجزيئات توجيه المحور العصبي بتوجيه النمو حيث تعمل على كل من مخاريط النمو العصبي (المسؤولة عن استطالة العصبونات المتجهة نحو هدفها) والخلايا الطرفية (المسؤولة عن العديد من الوظائف المهمة لتخليق الاوعية الدموية).
توجد مخاريط النمو العصبي على أطراف الخلايا العصبية وتستجيب لعوامل مختلفة، سواء كانت إيجابية أو سلبية. يحدث نمو الخلايا العصبية واستطالتها عن طريق امتداد الأكتين (أحمر في الصورة) وامتداد الأنابيب الدقيقة للهيكل الخلوي (خضراء في الصورة).

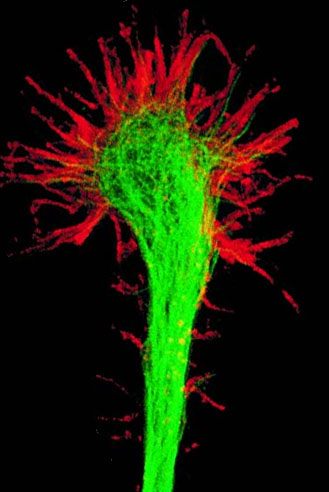
مخاريط النمو العصبي

تتحكم الخلايا الطرفية (الموجودة على أطراف الأوعية الدموية النامية) في الخلايا البطانية الغشائية المجاورة لها لتوجيه نمو هذه الخلايا وبالتالي نمو الوعاء الدموي. تحتوي الخلايا الطرفية على مستقبلات وروابط التي تستجيب من خلالها لعوامل تخليق الاوعية العصبية.

## عوامل تخليق الخلايا العصبية
هناك العديد من عوامل تخليق الأوعية العصبية، وبعضها يعمل على تعزيز تكوين ونمو الخلايا العصبية والعكس صحيح. وهذا الجدول يعرض بعض الأمثلة:
| عوامل تخليق الأوعية العصبية | تأثيره على الخلايا العصبية                                                                      | تأثيره على خلايا البطانية الغشائية للأوعية الدموية                                                                              | مستقبل / ربيطة | المنشأ            |
| --------------------------- | ----------------------------------------------------------------------------------------------- | --- | -------------- | ----------------- |
| IGF-1                       | تعزيز تخليق الخلايا العصبية والتشابك العصبي.                                                    | تكاثر خلايا البطانة الغشائية للأوعية الدموية وهجرتها وتمايزها.                                                                  | ربيطة          | خلايا الكبد.      |
| bFGF                        | تكاثر الخلايا السلفية (الأم) المكونة للقشرة المخية وتكوين الخلايا العصبية.                      | تكاثر خلايا البطانة الغشائية للأوعية الدموية وهجرتها وتمايزها.                                                                  | ربيطة          | خلايا دهنية.      |
| NGF                         | بقاء الخلايا العصبية على قيد الحياة، تمايز الخلايا.                                             | تعزيز تخليق الأوعية الدموية وتخليق الشرايين في الأطراف الخلفية الناقصة للتروية (خاصة عند الكائنات رباعية الأرجل).               | ربيطة          | متعددة المنشأ.    |
| نيوروبيلين                  | توجيه المحور العصبي إلى المكان المستهدف                                                         | يساعد في العمل التآزري لـVEGF165 المهم في تكاثر خلايا البطانة الغشائية للأوعية الدموية وهجرتها. ويساعد في تطور الأوعية الدموية. | مستقبل         | الخلية المستهدفة. |
| VEGF                        | تطور الخلايا العصبية وتكوين انماطها المختلفة، وتساهم في تغذية الاعصاب ووقاية الاعصاب من أي خلل. | يحث على تخليق الأوعية الدموية، ويعزز بقاء خلايا البطانة الغشائية وتكاثرها وهجرتها.                                              | ربيطة          | متعددة المنشأ.    |

## علم الأمراض
تخليق الأوعية العصبية مرتبط بعدد من الأمراض، بما فيها انتباذ بطاني رحمي، وأورام المخ، وخرف الشيخوخة، مثل مرض الزهايمر، وكل منها يتكبد تكلفة كبيرة لقطاع الرعاية الصحية، مما يعني أن الفهم الكامل للعمليات المتضمنة في هذه الأمراض-بما في ذلك عملية تخليق الأوعية العصبية-ضروري لتمكين تطوير العلاجات الوظيفية (استعادة وظيفة الجزء المصاب أثناء العلاج).

### انتباذ بطاني رحمي
انتباذ بطاني رحمي هو مرض نسائي شائع ينتج عن غرس أنسجة بطانة الرحم خارج الرحم، ومن أعراضه آلام الحوض المزمنة. إن تكوين هذه الغرسات ونموها واستمرار حياتها يعتمد على عملية تخليق الأوعية اللازمة لزيادة الأوعية الدموية المغذية. قد ترتبط هذه الزيادة في تدفق الدم ارتباطًا مباشرًا بأعراض الألم. أحد التفسيرات المحتملة لذلك هو النمو المتزامن للخلايا العصبية في هذه المناطق جنبًا إلى جنب مع الأوعية الدموية من خلال عملية تخليق الأوعية العصبية.

### أورام الدماغ
تتميز أورام الدماغ، مثل: الورم الأرومي الدبقي متعدد الأشكال، بكثافة الأوعية الدموية الناتجة من التعبير المرتفع لـVEGF والإنترلوكين 8، وهي العوامل التي تسبب تخليق الأوعية الدموية.

### إصابة الدماغ
يتبع السكتة الدماغية الإقفارية أو إصابات الدماغ الرضية عملية تخليق الأوعية الدموية، لإعادة إمداد الأكسجين والمغذيات للأنسجة المصابة، وتحفز عملية تخليق الخلايا العصبية وتكوين التشابك العصبي (بين النهايات العصبية والخلايا المصابة)، خاصة في منطقة نقص التروية أي الأكثر تضرراً من السكتة الدماغية الإقفارية. إن عملية تخليق الأوعية العصبية تنظم بشكل دقيق ومتسلسل، بما فيه ذلك تنظيم تكاثر خلايا البطانة الغشائية وهجرتها لاستعادة وظيفة الحاجز الدموي الدماغي، وتجنيد الخلايا الحوطية (حول الشرينات)، وتثبيت الأوعية الدموية الجديدة في المكان المستهدف، وهي عملية تعتمد على تنظيم العوامل التي تسبب تخليق الأوعية الدموية، مثل VEGF وأنجيوبويتين -1.

### مرض الزهايمر
مرض الزهايمر هو الحالة المرضية التي يُحتمل أن تكون ناتجة عن انخفاض العوامل التي تسبب تخليق للأوعية العصبية. في حال عدم حدوث عملية تخليق الأوعية العصبية في مرحلة الشيخوخة، فإن مناطق من الدماغ قد لا تمتلك مجموعة كاملة من الشعيرات الدموية الوظيفية، وبالتالي - بواسطة الاستدلال العلمي - يتدهور تدفق الدم المغذي للمخ وتتقلص القدرات الإدراكية. يمكن أن تكون هذه الحالة المرضية المتمثلة في انخفاض تخليق الأوعية العصبية وانخفاض كثافة الشعيرات الدموية المغذية للدماغ أثناء الشيخوخة - التي من المحتمل أن تكون بسبب خلل في تنظيم العوامل المسببة لتخليق الأوعية الدموية بسبب نقص الأكسجة- أساسًا لمرض الزهايمر.